# Johan Fredrik Flach
Johan Fredrik Flach, född 1 juni 1700 i Stockholm, död 6 september 1759, var ett svenskt hovrättsråd och lagman. Han var far till Carl Georg Flach och tillhörde ätten Flach.

## Biografi
Flach blev advokatfiskal 1740, assessor i Svea hovrätt 1746 och hovrättsråd 1752. Han var lagman i Upplands och Stockholms läns lagsaga 1755-1759.
Flach ägde godset Berga efter sin far Johan Fredrik Flach.
Flach skänkte 1750 en orgel till Västerhaninge kyrka. Den stod tidigare i Katarina kyrka, Stockholm och hade 4 stämmor.